# Радионов, Вячеслав Денисович
Вячесла́в Дени́сович Радио́нов (укр. Радіонов В'ячеслав Денисович; 16 января 1997 — 24 февраля 2022) — украинский военный летчик, капитан. Герой Украины (2022, посмертно).

## Биография
Окончил Харьковский национальный университет Воздушных Сил имени Ивана Кожедуба. Проходил службу в 40-й бригаде тактической авиации. В 2021 году участвовал в Параде в честь Дня независимости Украины.
Во время вторжения России на Украину благодаря его действиям полный состав самолётов бригады поднялся в воздух в Василькове, что спасло их от ракетного удара. В 2023 году именем Вячеслава Радионова названа улица в Шевченковском районе города Запорожье.
Похоронен на кладбище в Василькове.